# Аньер-ан-Монтань
Анье́р-ан-Монта́нь (фр. Asnières-en-Montagne) — коммуна во Франции, находится в регионе Бургундия. Департамент коммуны — Кот-д’Ор. Входит в состав кантона Монбар. Округ коммуны — Монбар.
Код INSEE коммуны — 21026.

## Население
Население коммуны на 2010 год составляло 186 человек.
| 1962 | 1968 | 1975 | 1982 | 1990 | 1999 | 2010 |
| ---- | ---- | ---- | ---- | ---- | ---- | ---- |
| 237  | 214  | 175  | 185  | 180  | 187  | 186  |

## Экономика
В 2010 году среди 101 человека трудоспособного возраста (15—64 лет) 74 были экономически активными, 27 — неактивными (показатель активности — 73,3 %, в 1999 году было 66,4 %). Из 74 активных жителей работали 68 человек (36 мужчин и 32 женщины), безработных было 6 (2 мужчин и 4 женщины). Среди 27 неактивных 8 человек были учениками или студентами, 11 — пенсионерами, 8 были неактивными по другим причинам.